# Abambres (Mateus)
Abambres era, em 1747, um lugar da freguesia de São Martinho de Mateus, termo de Vila Real. Estava subordinada no secular à Comarca de Vila Real, e no eclesiástico ao Arcebispado de Braga, pertencendo à Província de Trás-os-Montes. Tinha uma ermida da invocação de Santo Isidoro.